# Hatu Makasak
Hatu Makasak ist ein osttimoresischer Ort im Suco Liurai (Verwaltungsamt Aileu, Gemeinde Aileu).

## Geographie und Einrichtungen
Das Dorf Hatu Makasak liegt an der Westgrenze der Aldeia Rairema, auf einer Meereshöhe knapp unter 1500 m. Im Ort stehen die Grundschule Rairema und eine medizinische Station. Aus drei Richtungen treffen hier drei Straßen aufeinander. Nach Norden führt eine Straße nach Raimanso (Aldeia Raimanso) und Rairema (Aldeia Rairema), und weiter im Osten, zur Überlandstraße von Aileu nach Maubisse. Südlich liegen unter anderem die Dörfer Fatubessi (Aldeia Fatubessi) und Hoholau (Aldeia Rairema) und im Westen Limoloko und Quirilelo (Aldeia Quirilelo).